# Addison (album)
Addison è l'album in studio di debutto della cantante statunitense Addison Rae, pubblicato il 6 giugno 2025 dalla Columbia.
Per realizzare il progetto, Rae ha arruolato il duo di produttrici tutto al femminile Elvira Anderfjärd e Luka Kloser; i singoli Diet Pepsi, Aquamarine, High Fashion, Headphones On e Fame Is a Gun hanno anticipato l'uscita del disco.

## Accoglienza
| Recensione           | Giudizio |
| -------------------- | -------- |
| Clash                | 8/10     |
| Exclaim!             | 8/10     |
| NME                  |          |
| Paste                | 8.2/10   |
| Pitchfork            | 8/10     |
| Rolling Stone        |          |
| The Guardian         |          |
| The Independent      |          |
| The Line of Best Fit | 6/10     |
| Variety              |          |

Addison ha ottenuto recensioni generalmente positive da parte della critica specializzata. Su Metacritic, sito che assegna un punteggio normalizzato su 100 in base a critiche selezionate,  l'album ha ottenuto un punteggio medio di 79 basato su tredici recensioni.

## Tracce
Testi e musiche di Addison Rae, Elvira Anderfjärd e Luka Kloser, eccetto dove indicato.
1. New York – 2:32
2. Diet Pepsi – 2:49
3. Money Is Everything – 2:02
4. Aquamarine – 2:43
5. Lost & Found – 0:48 (Addison Rae, Elvira Anderfjärd, Luka Kloser, Tove Burman)
6. High Fashion – 3:18 (Addison Rae, Elvira Anderfjärd, Luka Kloser, Tove Burman)
7. Summer Forever – 3:47
8. In the Rain – 3:33
9. Fame Is a Gun – 3:04
10. Times like These – 3:52
11. Life's No Fun Through Clear Waters – 0:57
12. Headphones On – 4:00

## Formazione
Musicisti
- Addison Rae – voce
- Elvira Anderfjärd – cori, tastiera, programmazione, produzione
- Luka Kloser – tastiera, programmazione, produzione (tutte le tracce), cori (1–3, 5, 7–12)
- Tove Burman – cori (5,6), tastiera (6)

Produzione
- Elvira Anderfjärd – ingegneria del suono
- Luka Kloser – ingegneria del suono
- Bryce Bordone – assistenza tecnica
- Randy Merrill – mastering
- Șerban Ghenea – missaggio

## Successo commerciale
Addison, che ha generato tre ingressi nella Billboard Hot 100, ha fatto l'entrata al 4º posto della Billboard 200 con 48 500 unità equivalenti; esse comprendono le 23 000 vendite fisiche e digitali del progetto.

## Classifiche
| Classifica (2025) | Posizione massima |
| ----------------- | ----------------- |
| Australia         | 2                 |
| Austria           | 9                 |
| Belgio (Fiandre)  | 3                 |
| Belgio (Vallonia) | 7                 |
| Canada            | 6                 |
| Croazia           | 26                |
| Finlandia         | 18                |
| Francia           | 20                |
| Germania          | 25                |
| Irlanda           | 2                 |
| Islanda           | 15                |
| Italia            | 76                |
| Lituania          | 7                 |
| Norvegia          | 10                |
| Nuova Zelanda     | 1                 |
| Paesi Bassi       | 6                 |
| Polonia           | 13                |
| Regno Unito       | 3                 |
| Repubblica Ceca   | 27                |
| Slovacchia        | 21                |
| Spagna            | 13                |
| Stati Uniti       | 4                 |
| Svezia            | 32                |
| Svizzera          | 8                 |
| Ungheria          | 26                |